# Helga Theunert
Helga Theunert (* 1951 in Schrobenhausen) ist Honorarprofessorin für Medienpädagogik am Institut für Medien- und Kommunikationswissenschaft der Universität Leipzig.
Theunert gibt zusammen mit Bernd Schorb die medienpädagogische Fachzeitschrift merz (medien + erziehung) heraus und ist Herausgeberin der Reihe Interdisziplinäre Diskurse.
Sie schloss ihr Studium in den Fächern Pädagogik, Psychologie und Soziologie mit Magisterarbeit und Promotion ab. Ab 1977 war sie wissenschaftliche Mitarbeiterin am JFF – Institut für Medienpädagogik, von 1980 bis 2009 Leiterin der Abteilung Forschung des JFF, von 1994 bis 2009 wissenschaftliche Direktorin des JFF und von 2009 bis Oktober 2010 Direktorin des JFF; sie ist auch weiterhin wissenschaftlich für das JFF tätig. Schwerpunkte ihrer Arbeit sind  Forschungen zur Medienaneignung von Kindern und Jugendlichen in sozialen Kontexten, Methoden der qualitativen Forschung und der Transfer wissenschaftlicher Befunde in pädagogische Materialien.
Gemeinsam mit Bernd Schorb hat sie Ansätze einer subjektwissenschaftlich fundierten, medienpädagogisch ausgerichteten Forschung entwickelt. Zentral ist dabei ihr gemeinsam entwickeltes Konzept des kontextuellen Verstehens der Medienaneignung. Medienaneignung wird dabei gefasst als „Prozess der Nutzung, Wahrnehmung, Bewertung und Verarbeitung von Medien aus Sicht der Subjekte unter Einbezug ihrer – auch medialen Lebenskontexte“.